# Shawn Kemp
Shawn Travis Kemp (* 26. November 1969 in Elkhart, Indiana) ist ein ehemaliger US-amerikanischer Basketballspieler. Zwischen 1989 und 2003 spielte er in der NBA für die Seattle SuperSonics, Cleveland Cavaliers, Portland Trail Blazers und Orlando Magic. Bedingt durch seine körperliche Präsenz und vor allem wegen der Dominanz, die er ausstrahlte, bekam er den Beinamen „Reign Man“ (deutsch Herrscher). Kemp wurde in seiner Karriere in der nordamerikanischen Profiliga unter anderem 6× NBA-All-Star. In den letzten Jahren seiner NBA-Zeit stand er wegen Drogenproblemen in den Schlagzeilen.

## Karriere

### Jugend und College
Kemp spielte bis 1988 an der Concord High School in Elkhart, in deren Ruhmeshalle er 2012 aufgenommen wurde. In seinen vier Jahren gewann er mit Concords Basketballmannschaft 85 Spiele und verlor 19. Mit 2134 erzielten Punkten setzte er sich in der Bestenliste der Schule an die Spitze. Er wurde als Ausnahmetalent und einer der besten Spieler seines Jahrgang in den Vereinigten Staaten eingeschätzt, erlangte schon früh Bekanntheit und bekam über einhundert Angebote von Sportstipendien.
1988 entschied er sich für das Angebot der University of Kentucky. Im Herbst 1988 meldete die Polizei, Kemp habe zwei Goldketten verpfändet, die zuvor von seinem Mannschaftskameraden (und Sohn von Kentuckys Trainer) Sean Sutton als gestohlen gemeldet worden seien. Sutton erstattete keine Anzeige, die Ermittlungen wurden eingestellt. Kemp gab an, es sei ein Fehler gewesen, die Ketten zu verpfänden, bestritt aber den Vorwurf des Diebstahls.
Nachdem er in Kentucky wegen einer nicht bestandenen Eingangsprüfung keine Spielberechtigung erhalten hatte, wechselte Kemp im November 1988 an das Trinity Valley Community College nach Texas. Auch für die Hochschulmannschaft des Junior Colleges war er nicht spielberechtigt, nahm aber an den Übungseinheiten teil.

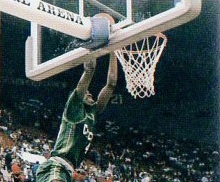
Kemp während seiner Highschool-Zeit

### NBA
Kemp entschied sich 1989, sein Studium abzubrechen und sich zum NBA Draft anzumelden. Die Seattle SuperSonics wählten ihn an 17. Stelle und landeten mit ihm einen Glückstreffer. Kemp entwickelt sich neben Spielmacher Gary Payton zum Leistungsträger der Mannschaft. 1993 folgte seine erste von sechs NBA All-Star-Nominierungen.
Wegen seines jugendlichen Alters bei gleichzeitiger körperlicher Reife bekam er zu dieser Zeit den Spitznamen Manchild. Mitte der 1990er Jahre gehörten die Sonics zu den besten Mannschaften der Liga und Kemp dank seiner Sprungkraft, die er unter anderem zu aufsehenerregenden Dunkings nutzte, zu den spektakulärsten Spielern der NBA. Mit der US-Nationalmannschaft wurde Kemp 1994 Weltmeister und wurde unter die besten fünf Spieler des Turniers gewählt.
1996 stand Seattle erstmals seit 1979 in den NBA-Finalspielen. Dort unterlag man allerdings den Chicago Bulls mit Michael Jordan, Dennis Rodman und Scottie Pippen. Kemp spielte acht Jahre für die Sonics und kam in seinen besten Jahren auf 19 Punkte und 11 Rebounds im Schnitt.
Bei Kemp wuchs die Unzufriedenheit über seine Entlohnung, als Seattle 1996 den als mittelmäßig eingestuften Jim McIlvaine mit einem hochdotierten Vertrag ausstattete, aber die Finanzbestimmungen der NBA keine Neuverhandlung von Kemps Vertrag erlaubten. Im Sommer 1997 verdeutlichte Kemp, Seattle verlassen zu wollen und wurde Ende September 1997 im Rahmen eines Spielertauschs, an dem auch die Milwaukee Bucks beteiligt waren, zu den Cleveland Cavaliers geschickt. In seinem ersten Jahr überraschten die Cavaliers die NBA und erreichten die Playoffs. Kemp gehörte mit 18 Punkten und 9,3 Rebounds im Schnitt (Werte in der Hauptrunde) zu den besten Spielern, zeigte aber bereits eine schlechtere körperliche Verfassung als in den Vorjahren. 1998/99 erreichte er mit 20,5 Punkten je Begegnung seinen besten Hauptrundenwert in der NBA. Nach dem Lockout 1999 kam Kemp mit Übergewicht zum Training, dadurch war sein explosiver Spielstil abhandengekommen. Dennoch verschlechterten sich seine Statistiken zunächst nicht stark.
In der Saison 1999/2000 war er weiterhin Stammspieler in Cleveland, gegenüber den Vorjahren fielen seine Mittelwerte aber etwas. Mitte August 2000 wurde er zu den Portland Trail Blazers transferiert. Obwohl er bei seinem Wechsel nach Portland betonte, sich auch mit einer Rolle als Ergänzungsspieler zufriedenzugeben, beschwerte sich Kemp im Laufe der Saison 2000/01 über mangelnde Einsatzzeit, er wies des Weiteren nach wie vor Übergewicht auf. Anfang April 2001 verließ Kemp die Mannschaft vorerst, um sich wegen Kokainmissbrauch einer Entziehungskur zu unterziehen. Im vorherigen Verlauf der Saison 2000/01 lagen seine Mittelwerte von 6,5 Punkten und 3,8 Rebounds je Begegnung so niedrig wie seit dem Spieljahr 1989/90 nicht. Im Februar 2002 wurde Kemp von der NBA ohne Lohnfortzahlung auf unbestimmte Zeit vom Spielbetrieb ausgeschlossen, da er gegen die Auflagen der Entziehungskur verstoßen hatte. Die Sperre wurde nach fünf Spielen wieder aufgehoben. Im April 2002 wurde er aus demselben Grund wieder gesperrt. In seiner Zeit in Portland kam er in zwei Jahren auf 6,3 Punkte und 3,8 Rebounds pro Spiel.
Anfang September 2002 unterschrieb er bei den Orlando Magic. Im Februar 2003 wurde Kemp erneut gesperrt, wieder aufgrund eines Verstoßes gegen die Drogenrichtlinien der NBA. Im Anschluss an die Saison 2002/03 spielte er nicht mehr in der NBA, in der er in 14 Jahren insgesamt Mittelwerte von 14,6 Punkten und 8,4 Rebounds erreichte. Im Mai 2005 wurde Kemp von einem Gericht in Seattle wegen Rauschgiftbesitzes zu einer einjährigen Bewährungsstrafe verurteilt.
Am 18. August 2008 unterzeichnete er einen Einjahresvertrag bei Premiata Montegranaro in der italienischen Lega Basket Serie A. Ausschlaggebend für Kemps Entscheidung, bei Montegranaro zu unterschreiben, soll die gute Beziehung Kemps zum neuen Team-Manager Roberto Carmenati gewesen sein. Mit 39 Jahren zeigte sich Kemp in guter körperlicher Verfassung, als er im September 2008 das Training in Montegranaro aufnahm. Nachdem er in der Saisonvorbereitung drei Spiele bestritten hatte, kehrte Kemp nach Houston zurück, um die durch den Hurrikan Ike an seinem Haus angerichteten Schäden einzuschätzen. Der Vertrag mit Premiata Montegranaro wurde schließlich aufgehoben.
Nach seinem Karriereende setzt er sich nach eigener Aussage dafür ein, die NBA zurück nach Seattle zu holen. Er wurde in Seattle beruflich als Betreiber eines Restaurants tätig. Ende Oktober 2020 eröffnete Kemp in derselben Stadt einen Cannabis-Laden. Als im März 2023 auf dem Parkplatz eines Einkaufszentrums in Tacoma (Bundesstaat Washington) Schüsse auf Kemp abgegeben wurden, erwiderte er diese mit einer Schusswaffe. Er wurde von der Polizei vorläufig festgenommen. Sein Anwalt gab an, Kemp habe in Notwehr gehandelt. Er habe die Personen zur Rede gestellt, die mutmaßlich Gegenstände aus seinem Fahrzeug gestohlen hatten, daraufhin sei von diesen auf ihn geschossen worden. Anklage gegen Kemp wurde zunächst nicht erhoben. Einem Ermittler zufolge stützten Videoaufnahmen Kemps Aussagen nicht, im April 2023 wurde dann wegen des Vorwurfs der Körperverletzung Anklage gegen ihn erhoben.
Sein Sohn Sean Kemp Junior spielte Basketball an der University of Washington.

## Auszeichnungen und Erfolge
- 6× NBA All-Star: 1993–1998
- 3× All-NBA Second Team: 1994–1996